# Veenmosmycena
De veenmosmycena (Mycena concolor) is een schimmel behorend tot de familie Mycenaceae. Hij leeft saprotroof in hoogvenen tussen het veenmos (Sphagnum), in blauwgraslanden en is ook gemeld van strooisel in jeneverbesstruweel en loofbos. Vruchtlichamen komen voor van de zomer tot de laat in de herfst.

## Kenmerken

### Uiterlijke kenmerken
Hoed
De hoed heeft een diameter van 7 tot 12 mm. De vorm is aanvankelijk breed conisch of parabolisch, daarna afgeplat, plat-convex, met of zonder bult. De hoedrand is ondiep gegroefd, doorschijnend gestreept. Het oppervlak is gepoederd, fluweelachtig. Het is hygrofaan. 
Lamellen
Er zijn 15 tot 20 lamellen die de steel bereiken. Ze zijn breed aangehecht of convergerend met een inkeping. Aanvankelijk gewelfd, daarna recht, vrij dik, glad of geribbeld, vrij donker grijsbruin, bleker met de jaren. De lamelsnede is witachtig.
Steel
De steel heeft een lengte van 25 tot 65 mm, dikte 1 tot 2 mm, cilindrisch, hol, recht of licht gebogen. Het oppervlak is licht berijpt in het bovenste gedeelte, kaal in het onderste gedeelte. De kleur is min of meer grijsbruin tot witgrijs. Basis met lange, flexibele, witachtige filamenten.
Vlees
Het vlees is waterig, grijsbruin, reukloos en met een lichte smaak.

### Microscopische kenmerken
De basidia zijn knotsvormig, 4-sporig en meten 27–35 × 7–10 µm. De sporen zijn glad, langwerpig, amyloïde en meten 8–10,7 × 5–13 µm. Cheilocystidia zijn vermengd met basidia, met min of meer vertakte toppen, bedekt met ongelijk dikke, rechte of gebogen gezwellen e n meten 15–45 × 8–17 µm. Pleurocystidia zijn afwezig. Hyfen zijn 2 tot 3,5 µm breed, vertakt en gevlochten, ingebed in een geleiachtige massa. Hyfen in de huid van de steel zin 1,5–4,5 µm breed, min of meer dicht bedekt met enkelvoudige of vertakte gezwellen 1,8–7 × 1–2,5 µm. Gespen komen voor in de hyfen van alle delen van de schimmel.

## Verspreiding
De veenmosmycena komt uiterst zeldzaam voor in Nederland. Hij staat op de rode lijst in de categorie 'Ernstig bedreigd'.

## Vergelijkbare soorten
Hij verschilt van de grijze mycena (Mycena cinerella) door zijn donkerdere hoed en het ontbreken van een meelachtige geur.

## Taxonomie
Dit taxon werd voor het eerst beschreven in 1930 door Jakob Emanuel Lange en noemde het Omphalia picta var. color. De huidige naam, erkend door Index Fungorum, werd eraan gegeven door Robert Kühner in 1938.